# Angel (televíziós sorozat)
Az Angel 1999-től 2004-ig futott amerikai televíziós filmsorozat, amely a Buffy, a vámpírok réme című tévéfilmsorozat spin-offja. A főszerepben David Boreanaz látható. Amerikában 1999. október 5-én, Magyarországon a Viasat 3 tűzte műsorra 2001. május 7-én.

## Történet
A Buffy, a vámpírok réme című televíziós sorozat egyik szereplője, Angel a főszereplője a sorozatnak. Angel egy vámpír, ám emberi lélekkel rendelkezik. Amikor rájön, hogy nem adhat Buffy-nak igazi szerelmet, Los Angelesbe költözik. Arra teszi fel életét, hogy korábbi bűneit jóvátegye és ezzel feloldozást nyerjen. Azáltal, hogy a várost megtisztítja az ott garázdálkodó vámpírok tömegétől.

## Szereplők
| Szereplő                         | Színész            | Magyar hang                                                              |
| -------------------------------- | ------------------ | ------------------------------------------------------------------------ |
| Angel / Angelus                  | David Boreanaz     | Németh Kristóf (1–3. évad) Crespo Rodrigo (4–5. évad)                    |
| Wesley Wyndam-Pryce              | Alexis Denisof     | Laklóth Aladár                                                           |
| Charles Gunn                     | J. August Richards | Hamvas Dániel (1. évad) Barát Attila (2–5. évad)                         |
| Cordelia Chase                   | Charisma Carpenter | Hámori Eszter (1., 3–4. évad) Haumann Petra (2. évad)                    |
| Lorne                            | Andy Hallett       | F. Nagy Zoltán (2. évad) Lippai László (3–4. évad) Haagen Imre (5. évad) |
| Winifred 'Fred' Burkle / Illirya | Amy Acker          | Szinetár Dóra (2. évad) Zsigmond Tamara (3–5. évad)                      |
| Allen Francis Doyle              | Glenn Quinn        | Fekete Zoltán                                                            |
| Connor                           | Vincent Kartheiser | Előd Botond                                                              |
| Spike                            | James Marsters     | Barabás Kiss Zoltán Tóth Roland (5. évad)                                |
| Kate Lockley nyomozó             | Elisabeth Röhm     | Mezei Kitty                                                              |
| Harmony                          | Mercedes McNab     | Haffner Anikó                                                            |
| Allen Francis Doyle              | Glenn Quinn        | Fekete Zoltán                                                            |

- Cordelia Chase

A Buffy a vámpírok réme című tévésorozatból már jól ismerjük Cordeliát, de az Angelben – Wesleyhez hasonlóan – valamelyest megváltozik a karaktere. Kissé "szőkés" humora megmarad ugyan, de majdnem teljesen elveszíti sznob jellemvonásait. Erősebbé, kedvesebbé és okosabbá válik. Bár nem adja fel álmát, hogy színésznő legyen, mégis egyre távolodik ettől. Sőt, Dolyle halálakor átadja neki látomásait, így ezután ő lesz a Létező Erők üzeneteinek – a csapat feladatainak – közvetítője. Ez a feladat nem kevés fájdalmat és felelősséget ró Cordeliára az epizódok során, de felnő a feladathoz, és a csapat nélkülözhetetlen tagjává válik.
- Wesley Wyndam-Pryce

A Buffy-ban Giles-hoz képest (hisz elvileg ő is őrző) egy okoskodó, tudálékos, viszont tutyimutyi és béna fazont ismerhettük meg Wesley személyében, aki még saját magát is képtelen megvédeni. Sunnydale-ből (és az őrzők testületéből) való távozása után "kegyetlen démonvadászként" próbálja magát hasznossá tenni a világban, míg végül Doyle halála után Los Angelesben köt ki, ahol némi huzavona után igazán boldogan csatlakozik Cordeliához és Angelhöz. Eleinte jól ismert, hol komikus, hol bosszantó formáját hozza, de az első néhány epizód után karaktere egyre komolyabbá válik, egészen addig, hogy a további évadokban már Angel méltó társa – néhol ellenfele – lesz a küldetések során.